# Мянув
Мянув (пол. Mianów) — село в Польщі, у гміні Лютомерськ Паб'яницького повіту Лодзинського воєводства.
Населення — 145 осіб (2011).
У 1975-1998 роках село належало до Серадзького воєводства.

## Демографія
Демографічна структура станом на 31 березня 2011 року:
|          | Загалом | Допрацездатний вік | Працездатний вік | Постпрацездатний вік |
| -------- | ------- | ------------------ | ---------------- | -------------------- |
| Чоловіки | 76      | 16                 | 46               | 14                   |
| Жінки    | 69      | 12                 | 40               | 17                   |
| Разом    | 145     | 28                 | 86               | 31                   |